# مهیره عبدالعزیز
مَهیره عبدالعزیز (۶ نوامبر ۱۹۷۹) شخصیت رسانه‌ای، مجری و بازیگر اماراتی است. مدرک کارشناسی ارشد معماری را از مؤسسهٔ سلطنتی معماری کانادا گرفت. فعالیت خود را در عرصهٔ رسانه با ارائه برنامه‌های گوناگون آغاز کرد. ابتدا مجری اقتصادی در MBC عربی بود سپس در برنامه ای مشابه به شبکهٔ العربیه رفت و برنامه‌هایی از جمله «صباح العربیه»، «کلام نواعم» و برنامهٔ خودش «فردا زیباتر است» را مجری‌گری و گویندگی کرد. حرفهٔ بازیگری خود را با سریال «سلفی» در سال ۲۰۱۵ آغاز کرد.

## زندگی و پیشه
مهیره عبدالعزیز متولد ۶ نوامبر ۱۹۷۹ از یک پدر اماراتی و یک مادر مصری در دبی است. او در دبی زندگی می‌کند و خود را «دختر دبی» توصیف می‌کند. مدرک کارشناسی ارشد معماری را از مؤسسهٔ سلطنتی معماری کانادا گرفت. او مدال طلای عالی را از مؤسسه سلطنتی معماری کانادا برای پروژه فارغ‌التحصیلی خود در معماری دریافت کرد که در مجلهٔ «معمار کانادایی» (به انگلیسی: Canadian Architect) منتشر شد. او به خانواده‌ای تعلق دارد که همه در زمینهٔ معماری کار می‌کنند. بعد از اینکه شبکهٔ ام بی سی اقتصادی به دلیل رونق بازار املاک در آن زمان، از مجری مرد یا زنی درخواست کرد تا برنامهٔ املاک را ارائه دهد، تصادف نقش مهمی در ورود او به عرصهٔ رسانه ایفا کرد. او درخواست داد و پذیرفته شد.
او کار خود را در عرصهٔ رسانه به عنوان یک مجری اقتصادی در MBC عربی آغاز کرد. سپس در سال ۲۰۰۵ به عنوان خبرنگار در شبکهٔ العربیه مشغول به کار شد و یک برنامهٔ تخصصی در زمینه املاک و مستغلات به نام «آن لوکیشن» (به انگلیسی: On Location) به مدت دو فصل ارائه کرد. او مصاحبه‌های بسیاری با شماری از شخصیت‌های مهم در زمینهٔ اقتصادی از جمله محمد العبار، احمد بن سعید آل مکتوم، محمد بن راشد آل مکتوم و سعود الفیصل انجام داد. در سال ۲۰۱۲، او شروع به ارائه اولین برنامه صبحگاهی خود، به نام «صباح العربیه» کرد. سپس در سال ۲۰۱۷ به برنامهٔ «کلام نرم» پیوست. در سال ۲۰۱۸، او برای ارائه رویداد سالانه امیدسازان توسط بنیاد محمد بن راشد انتخاب شد. برنامه «فردا زیباتر است» را در سال ۲۰۲۰ ارائه کرد. در سال ۲۰۲۱، او به عنوان اولین پخش‌کنندهٔ عرب در تیک‌توک انتخاب شد تا برنامهٔ «در تیک‌توک بیاموزید» (به عربی: Learn on TikTok) را که در ۲۵ فوریه ۲۰۲۱ نمایش داده شد، ارائه دهد.
بازیگری از علایق اصلی عبدالعزیز بود، بنابراین در سال ۲۰۱۵ او شروع به حضور در سریال‌هایی از جمله «سلفی» (به عربی: سيلفي)، «دیوا» (به عربی: الديفا) و «کُد (اتاق فرار)» (به عربی: الشيفرة (غرفة الهروب)) کرد. حرفهٔ بازیگری او در سال ۲۰۲۴ پس از حضور او در سریال سعودی «پاییز قلب» (به عربی: خريف القلب) که اولین نسخهٔ عربستانی یک سریال ترکی است، ادامه یافت. همچنین در سریال «قول» (به عربی: الوعد) (۲۰۲۴) ظاهر شد.
مهیره عبدالعزیز در فصل سوم برنامهٔ دبی بلینگ شرکت کرد که به بررسی زندگی افراد ثروتمند و مشهور در دبی با تمرکز بر تجمل، درام و روابط شخصی در کنار شماری از برجستگان از جمله لجین عضاضه، مونا قطان، مودل روز و جوانا کریم می‌پردازد.

## زندگی شخصی
او در سال ۲۰۱۱ با تاجر لبنانی خالد عزالدین ازدواج کرد. حاصل ازدواج آنها تنها یک دختر به نام یسما بود. او مایل بود که زندگی شخصی خود را از کانون توجهات دور نگه دارد و جزئیات زیادی در مورد همسرش از طریق رسانه‌ها به اشتراک نگذارد. در ۱۰ ژانویه ۲۰۲۵، عبدالعزیز به‌طور رسمی از طریق حساب اینستاگرام خود طلاق خود را از خالد عزالدین اعلام کرد.